# Mixed Up World
Mixed Up World – utwór muzyczny brytyjskiej piosenkarki Sophie Ellis-Bextor z 2003 roku, wydany jako pierwszy singel z jej płyty Shoot from the Hip.

## Lista ścieżek
- Singel CD[1]

1. „Mixed Up World” – 3:49
2. „Mixed Up World” (Groove Collision Vocal Mix) – 6:38
3. „The Earth Shook the Devil's Hand” – 2:42

„Mixed Up World” (teledysk)
- Singel winylowy[2]

A. „Mixed Up World” (Groove Collision Vocal Mix)
B1. „Mixed Up World” (Groove Collision Instrumental Mix)
B2. „Mixed Up World” (Radio Edit)

## Notowania
| Kraj                               | Najwyższa pozycja |
| ---------------------------------- | ----------------- |
| Australia (ARIA Charts)            | 32                |
| Austria                            | 44                |
| Dania                              | 3                 |
| Holandia (MegaCharts)              | 76                |
| Irlandia (IRMA)                    | 26                |
| Niemcy                             | 69                |
| Rumunia (Romanian Top 100)         | 56                |
| Szwajcaria                         | 45                |
| Wielka Brytania (UK Singles Chart) | 7                 |